# مكناسة الشرقية
مكناسة الشرقية قرية مغربية أمازيغية شمال المملكة، تنتمي إلى إقليم تازة الساحلي، شرقي مدينة فاس، تضم بلدة مكناسة الشرقية 7.532 نسمة (إحصاء 2004).

## دواوير الجماعة
بوقلال
بني حيتم
مغراوة
الصباب
فحامة
مقتلة
القصبة